# Волков Роман Валерійович
Роман Валерійович Волков (народився 22.06.1979 у місті Пенза) — режисер, сценарист, прозаік, діяч театру (драматург і режисер), творець аудіокниг (диктор і режисер). Член Союзу письменників Москви .

## Біографія
Ще в дитячому садочку почав писати вірші і почав займатися художнім читанням віршів. В 1996 році закінчив школу № 4 (зараз — гімназія № 4 «Ступени»), а в 2001 році — економічний факультет Пензенської сільгоспакадемії (ПНСХА). В 2004 році виїхав із Пензи, вступив до московського  Літературного інституту ім. Горького (факультет літературної творчості; кафедра прози; семінар Леоніда Бородіна) — за порадою Ріми Казаковой, з якою познайомився на семінарі письменників у Передєлкіно. При цьому рідне місто періодично зустрічається у його книжках як місце подій. Так, з'явилася в 2014 році «Велика книга жахів. Легенди гімназії № 4» основана на шкільному фольклорі рідного навчального закладу Романа, причому прізвища педагогів залишилися в оригіналі. В студентські роки Роман почав займатися декламацією і завжди отримував найвищий бал, виступаючи на конкурсі «Студентська весна». Цей досвід пізніше допоміг йому у записі аудіокниг і у радіоспектаклях (див. нижче).
До переїзду в Москву працював контролером-ревізором в Міністерстві фінансів Пензенської області. Зараз працює в рекламній галузі копірайтером, створює відео- і аудіоролики. Головний режисер домашньої студії Vargtroms, у якій займається озвучуванням аудіокниг.

З 2013 року проживає в місті Корольове (Московська область). Одружений, має доньку і сина.
Підтримує росію у війні проти України - https://www.facebook.com/100000871437452/posts/pfbid02FFsEA9ioWMqaFhXbK6PGC4uRhsgMbZugvxA8RbdGCHy19EwXLFNdoYu3Xi4Db2hQl/

## Творчість

### Драматургія
Сценарист низки телепроєктів на Першому каналі («Зрозуміти. Вибачити») і на каналі Моя радість(«Шишкін ліс»).
Копірайтер більш ніж п'ятдесяти рекламних теле- і радіороликів для міжнародних брендів.
Автор ряду сценаріїв для кіно и театру, багато з яких  удостоїлися нагород на російських і міжнародних фестивалях.

### Аудіокниги
В грудні 2008 року Роман створює домашню студію звукозапису — Vargtroms Studio (Вовк — з норвезької Варг + повага до Варґа Вікернеса з Burzum + Роман — вийшло VARGTHRROMTH, потім перейменоване в VARGTROMS. Перша робота — повість Стівена Кінга — Секційна зала номер чотири — був добре сприйнятий на форумі Клубу Любителів Аудіокниг, що дало Волкову сил і енергії продовжувати озвучувати аудіокниги.
Декілька років Волков озвучує повісті, доки не підходить до свого головного проекту — аудіо версія циклу романів Стівена Кінга «Темна вежа». Нині він — єдиний російськомовний диктор, який озвучив 7 книг серії. «Я люблю Кінга з дитинства, вважаю його одним з найкращих сучасних письменників, який досі не зрозумілий читачами до кінця. Його книги несуть гігантський філософський зміст. Читач, начебто, читає про пригоди, а в підсумку виясняє для себе багато важливого — про любов, про дружбу, про сенс життя».
Спочатку Роман сам робив озвучку, обробку звуку і монтаж. Озвучив так дві книги, він знайшов однодумців: п'ять дикторів і професійного звукоінженера Віктора Покотилюка (гітарний технік групи «Арія»), котрий перетворив книгу в радіоспекталь з яскравими звуковими ефектами і музичним супроводженням. Серед акторів — Олег Булдаков, Ігор Князєв, Антон Яхонтов та інші. «Мені пропонували зібрати гроші для оплати моєї роботи — я відмовився… Це буде свинством.»

### Режисура
Маючи намір спробувати себе у режисурі, для чого в 2016 році відкрив свій театр. В лютому 2016 року поставив в російськомовному театрі у Лімасолі (Кіпр) спектакль «Пісня сліз» за переробленою ним з трагедії в трагікомедію п'єсу польського драматурга Кшиштофа Бізе «Ридання» з трьома актрисами. «Артистів чоловічої статі в нашій трупі доки що немає, тому ми вибрали п'єсу, де задіяні лише жінки.» З вересня в тому ж театрі труппа Романа репетирує другу п'єсу, «Він прийшов» Олексія Цабіка, прем'єра якої планується на Різдво. Крім того, в 2017 році Роман дебютував з арт-хаусним трилером «Молотков».

## Зноски
1. ↑  Союз Писателей Москвы. Архів оригіналу за 23 серпня 2017. Процитовано 20 травня 2017.
2. ↑  Волков Роман Валериевич биография. Архів оригіналу за 7 листопада 2017. Процитовано 20 травня 2017.
3. ↑  Рыцарь Темной башни. Архів оригіналу за 30 грудня 2016. Процитовано 20 травня 2017.
4. ↑  Роман Волков | Театральный фестиваль «Пять вечеров» им. Архів оригіналу за 12 квітня 2016. Процитовано 12 квітня 2016.
5. ↑  С.Костырко. Сказ и сказка. Журнальный зал. Архів оригіналу за 21 серпня 2016. Процитовано 6 березня 2017.
6. ↑  HANS ÅKERSTRÖM. .
7. ↑  Волков Роман Валерьевич книги и биография, отзывы и цитаты | Издательство Эксмо. eksmo.ru. Архів оригіналу за 7 березня 2017. Процитовано 6 березня 2017.
8. ↑  Roman Volkov. {{{Заголовок}}}. — ISBN 9781304233158.
9. ↑  Роман Матроскин. Labirint.RU. Архів оригіналу за 20 квітня 2017. Процитовано 7 березня 2017.
10. ↑  Георгий Персиков - лучшие книги, музыка и фильмы с Георгий Персиков в интернет-магазине OZON.ru. www.ozon.ru. Архів оригіналу за 7 березня 2017. Процитовано 6 березня 2017.
11. ↑  Сотрудники компании Innova  "режутся" в шутер в рекламе. www.sostav.ru. Архів оригіналу за 5 травня 2017. Процитовано 6 березня 2017.
12. ↑  "Легкая на подъем" кампания Publicis United для Ehrmann. www.sostav.ru. Архів оригіналу за 7 березня 2017. Процитовано 6 березня 2017.
13. ↑  "Росст" открыл "Отдел по борьбе с кашлем". Advertology.Ru - все о рекламе, маркетинге и PR (рос.). Архів оригіналу за 7 березня 2017. Процитовано 6 березня 2017.
14. ↑  "Три медведя" меняют креативную концепцию. www.sostav.ru. Архів оригіналу за 7 березня 2017. Процитовано 6 березня 2017.
15. ↑  8 лет vargtroms studio. Архів оригіналу за 11 травня 2017. Процитовано 6 березня 2017.
16. ↑  Abook-Club. Кинг Стивен - Секционный зал №4 :: Клуб Любителей АудиоКниг :: Все аудиокниги рунета. abook-club.ru. Архів оригіналу за 20 липня 2017. Процитовано 6 березня 2017.
17. ↑  Аудиокнига Стивен Кинг `Тёмная Башня 1: Стрелок` - скачать бесплатно или слушать онлайн. allking.ru. Архів оригіналу за 19 травня 2017. Процитовано 6 березня 2017.
18. ↑  http://oleg-buldakov.ru/. oleg-buldakov.ru. Архів оригіналу за 20 травня 2017. Процитовано 6 березня 2017. {{cite web}}: Зовнішнє посилання в |title= (довідка)
19. ↑  Театр аБуки Игоря Князева. www.abookee.ru. Архів оригіналу за 17 травня 2017. Процитовано 6 березня 2017.
20. ↑  Владимир Князев | Чтец | Audioknigi-online. www.audioknigi-online.com. Архів оригіналу за 20 червня 2017. Процитовано 6 березня 2017.
21. ↑  Patrick K.-H. : SA ))))). www.soundartist.ru. Архів оригіналу за 27 травня 2017. Процитовано 6 березня 2017.
22. ↑  Пензенец ставит спектакль на Кипре | КУЛЬТУРА | АиФ Пенза. Архів оригіналу за 11 жовтня 2016. Процитовано 20 травня 2017.
23. ↑  «Песни слёз». Архів оригіналу за 11 жовтня 2016. Процитовано 20 травня 2017.
24. ↑  «Он пришёл». Архів оригіналу за 11 жовтня 2016. Процитовано 20 травня 2017.
25. ↑  Кинопрограмма VII Российского международного кинофестиваля остросюжетного кино и хоррор фильмов «КАПЛЯ»:. horrorpremia.com. Архів оригіналу за 7 березня 2017. Процитовано 6 березня 2017.
26. ↑  «Капля» наградила Владимира Епифанцева и Валерию Гай Германику. Кино-Театр.РУ. Архів оригіналу за 6 червня 2017. Процитовано 28 березня 2017.